# Elecciones generales de India de 2014

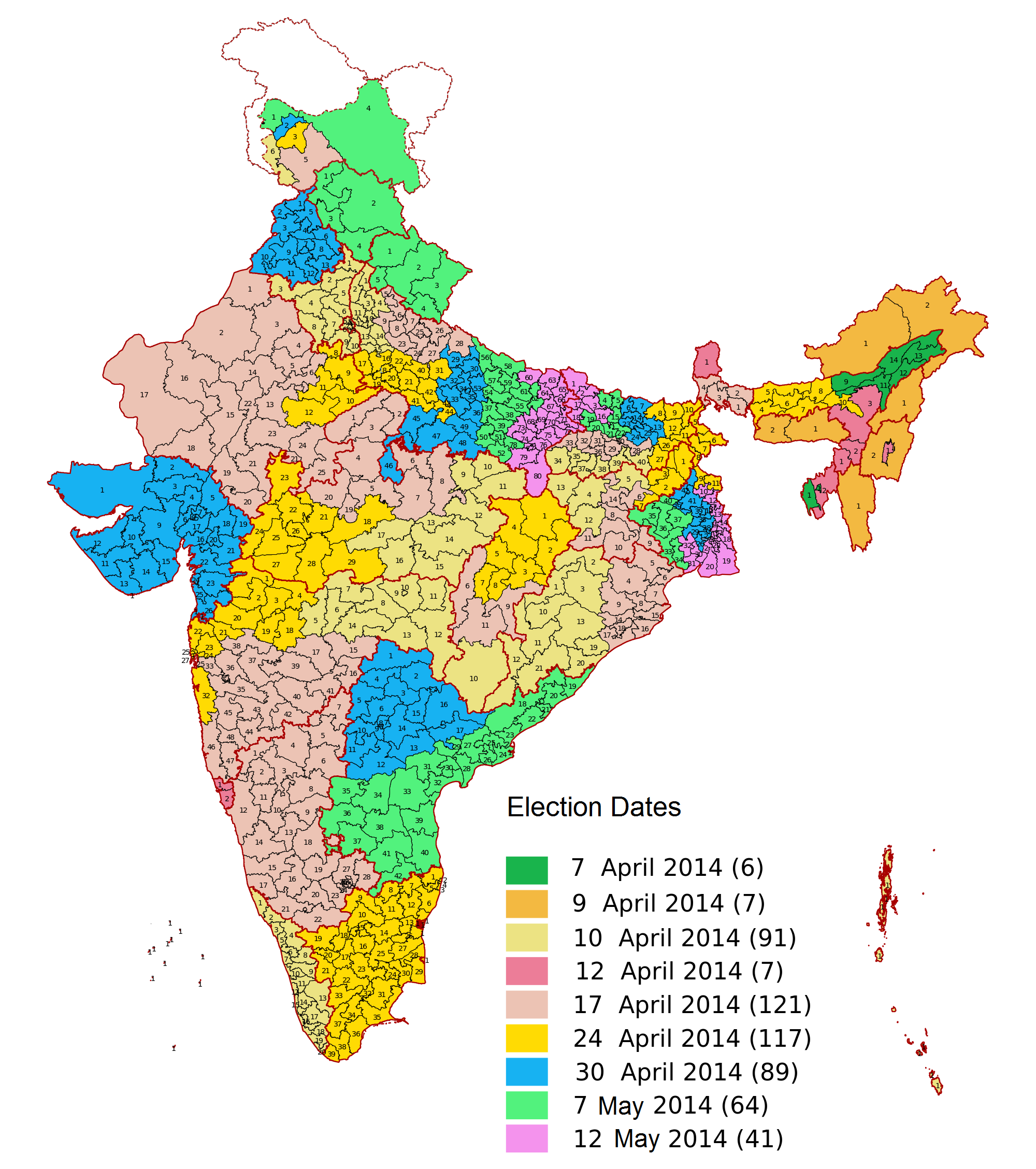
Programación de la elección por estados.

Las elecciones generales en India de 2014 renovó los 543 escaños del 16.º Lok Sabha. Se realizó en nueve fases: el 7 de abril, 9 de abril, 10 de abril, 12 de abril, 17 de abril, el 24 de abril, el 30 de abril, el 7 de mayo y el 12 de mayo de 2014, siendo la elección más larga en la historia del país. Los resultados de la elección fueron anunciados el 16 de mayo de 2014.
Según la Constitución de India, las elecciones para el Lok Sabha (Cámara Baja) deben realizarse cada cinco años bajo circunstancias normales. Al realizarse las elecciones en 2009, el período del 15.º Lok Sabha expira el 31 de mayo de 2014.
Esta elección fue dirigida por la Comisión Electoral de India. Del electorado de 814,5 millones de votantes, hubo un incremento de 100 millones comparado con la elección de 2009, con lo cual la elección del 2014 se convirtió en la más grande de la historia mundial. Alrededor de 23.1 millones de votantes (o el 2.7% del total de votantes elegibles) tenían entre 18 y 19 años. Un total de 8,251 candidatos compitieron por los 543 escaños del Lok Sabha. La participación promedio del electorado durante todas las nueve fases estuvo alrededor del 66.38%, la mayor en la historia de las elecciones generales de India.
La Alianza Nacional Democrática obtuvo una victoria arrolladora, con 336 escaños. El BJP obtuvo el 31,0% de los votos, que es el porcentaje más bajo de un partido para formar un gobierno mayoritario en la India desde la independencia, mientras que el porcentaje de votos combinados de la NDA fue del 38,5%. El BJP y sus aliados obtuvieron el derecho a formar el gobierno mayoritario más grande desde las elecciones generales de 1984, y fue la primera vez desde esas elecciones que un partido ganó suficientes escaños para gobernar sin el apoyo de otros partidos. La Alianza Progresista Unida, dirigida por el Congreso Nacional Indio, obtuvo 59 escaños, 44 (8,1%) de los cuales fueron ganados por el Congreso, que obtuvo el 19,3% de todos los votos.  [15] Fue la peor derrota del partido del Congreso en unas elecciones generales. Para convertirse en el partido oficial de oposición en la India, un partido debe obtener el 10% de los escaños (55 escaños) en el Lok Sabha; sin embargo, el Congreso Nacional Indio no pudo alcanzar este número. Debido a este hecho, la India estuvo sin un partido oficial de oposición hasta 2024.

## Campaña

### Asuntos
Los temas importantes durante la campaña incluyeron alta inflación, falta de empleo, desaceleración económica, corrupción, seguridad y terrorismo, división religiosa y comunalismo, e infraestructura como carreteras, electricidad y agua.  En otra encuesta realizada por Zee News a aproximadamente el 14% de las personas, la corrupción es el tema principal en las elecciones.

### Economía
Bloomberg destacó la desaceleración de la economía de India en medio de un déficit en cuenta corriente récord y una caída de la rupia en el verano de 2013. Señaló una falta de inversión en infraestructura y un gobierno cada vez más probable que otorgue subsidios que las finanzas nacionales no pueden permitirse justo antes de las elecciones. Otros puntos que mencionó fueron el estancamiento de la formulación de políticas y una burocracia ineficiente. The economy was the main issue in the campaign. La economía fue el tema principal de la campaña. La falta de un mandato claro como resultado de las elecciones podría conducir a un aumento en el precio del oro en el país. Modi también sacó a relucir el tema de los suicidios de agricultores como resultado de una gran deuda y un bajo rendimiento de sus cultivos. El exministro de Finanzas, Yashwant Sinha, criticó al titular Chidambaram al decir que tenía el "hábito de que obtendrá una economía fuerte y la arruinará antes de irse ... Shri Chidambaram será recordado en la historia como un saboteador, como alguien que se especializa en una tasa de crecimiento inferior al cinco por ciento, por su arrogancia, arrogancia".

### Corrupción
Durante el gobierno de UPA, una serie de estafas llamaron la atención del público, deteriorando la imagen del gobierno entre el hombre común. Estas estafas incluyeron estafa de carbón, caso de espectro 2G, estafa de AgustaWestland Chopper y estafa de CWG.

### Aumento de precios
El precio de las cebollas, un alimento básico en la cocina india, se enfrentó a un aumento espectacular. En el período previo a las elecciones, la inflación de los precios al consumidor aumentó más de lo esperado mientras que, paradójicamente, la producción industrial cayó más de lo esperado, lo que generó un dilema en medio de una desaceleración del crecimiento. El precio de la sal también fue indicativo de la inflación general de los alimentos.

### Celebridades candidatos
Candidatos de esferas no-políticas fueron nominados para esta elección, incluyendo: Raj Babbar (INC), Bhaichung Bhutia (AITC), Biswajit Chatterjee (AITC), Sandhya Roy (AITC), Smriti Irani (BJP), Jaaved Jaaferi (AAP), Prakash Jha (JD(U)), Mohammad Kaif (INC), Kamaal Rashid Khan (SP), Vinod Khanna (BJP), Ravi Kishan (INC), Kirron Kher (BJP), Bappi Lahiri (BJP), Hema Malini (BJP), Mahesh Manjrekar (MNS), Bhagwant Mann (AAP), Nandan Nilekani (INC), Gul Panag (AAP), Jaya Prada (RLD), Rajyavardhan Singh Rathore (BJP), Paresh Rawal (BJP), Rakhi Sawant (RAP), Indranil Sen (AITC), Moon Moon Sen (AITC), Vijay Kumar Singh (BJP), Shatrughan Sinha (BJP), P. C. Sorcar Jr. (BJP), Babul Supriyo (BJP), Manoj Tiwari (BJP), Innocent Vincent (LDF-IND), Nagma (INC), Dev (AITC), and Siddhanta Mahapatra, (BJD).

## Resultados,
| Partido Popular Indio                                  | NDA                | BJP                | 428  | -5          | 78.82% | 171,657,549 | 31.00%  | 12.20%      | 282    | 166         | 51.93%  |
| Congreso Nacional Indio                                | UPA                | INC                | 464  | 24          | 85.45% | 106,938,242 | 19.31%  | 9.24%       | 44     | 162         | 8.10%   |
| All India Anna Dravida Munnetra Kazhagam               |                    | ADMK               | 40   | 17          | 7.37%  | 18,115,825  | 3.27%   | 1.60%       | 37     | 28          | 6.81%   |
| All India Trinamool Congress                           |                    | AITC               | 131  | 96          | 24.13% | 21,259,681  | 3.84%   | 0.34%       | 34     | 15          | 6.26%   |
| Biju Janata Dal                                        |                    | BJD                | 21   | 3           | 3.87%  | 9,491,497   | 1.71%   | 0.12%       | 20     | 6           | 3.68%   |
| Shiv Sena                                              | NDA                | SHS                | 58   | 11          | 10.68% | 10,262,982  | 1.85%   | 0.30%       | 18     | 7           | 3.31%   |
| Telegu Desam                                           | NDA                | TDP                | 30   | -1          | 5.52%  | 14,094,545  | 2.55%   | 0.04%       | 16     | 10          | 2.95%   |
| Telangana Rashtra Samithi                              |                    | TRS                | 17   | 8           | 3.13%  | 6,736,490   | 1.22%   | 0.60%       | 11     | 9           | 2.03%   |
| Partido Comunista de la India (Marxista)               | LF, LDF            | CPI(M)             | 93   | 11          | 17.13% | 17,986,773  | 3.25%   | 2.08%       | 9      | 7           | 1.66%   |
| YSR Congress Party                                     |                    | YSRCP              | 38   | Nuevo       | 7.00%  | 13,991,280  | 2.53%   | Nuevo       | 9      | Nuevo       | 1.66%   |
| Nationalist Congress Party                             | UPA                | NCP                | 36   | -32         | 6.63%  | 8,635,554   | 1.56%   | 0.58%       | 6      | 3           | 1.10%   |
| Lok Janshakti Party                                    | NDA                | LJP                | 7    | -5          | 1.29%  | 2,295,929   | 0.41%   | 0.04%       | 6      | 6           | 1.10%   |
| Samajwadi Party                                        |                    | SP                 | 197  | 4           | 36.28% | 18,672,916  | 3.37%   | 0.05%       | 5      | 18          | 0.92%   |
| Aam Aadmi Party                                        |                    | AAP                | 432  | Nuevo       | 79.56% | 11,325,635  | 2.05%   | Nuevo       | 4      | Nuevo       | 0.74%   |
| Rashtriya Janata Dal                                   | UPA                | RJD                | 30   | -14         | 5.52%  | 7,442,313   | 1.34%   | 0.07%       | 4      | Sin cambios | 0.74%   |
| Shiromani Akali Dal                                    | NDA                | SAD                | 10   | Sin cambios | 1.84%  | 3,636,148   | 0.66%   | 0.30%       | 4      | Sin cambios | 0.74%   |
| All India United Democratic Front                      |                    | AIUDF              | 18   | -7          | 3.31%  | 2,333,040   | 0.42%   | 0.10%       | 3      | 2           | 0.55%   |
| Rashtriya Lok Samata Party                             | NDA                | RLSP               | 4    | Nuevo       | 0.74%  | 1,078,473   | 0.19%   | Nuevo       | 3      | Nuevo       | 0.55%   |
| Jammu and Kashmir People's Democratic Party            |                    | JKPDP              | 5    | -1          | 0.92%  | 732,644     | 0.13%   | 0.01%       | 3      | Sin cambios | 0.55%   |
| Janata Dal (United)                                    |                    | JD(U)              | 93   | 38          | 17.13% | 5,992,196   | 1.08%   | 0.44%       | 2      | 18          | 0.37%   |
| Janata Dal (Secular)                                   |                    | JD(S)              | 34   | 1           | 6.26%  | 3,731,481   | 0.67%   | 0.15%       | 2      | 1           | 0.37%   |
| Indian National Lok Dal                                |                    | INLD               | 10   | 5           | 1.84%  | 2,799,899   | 0.51%   | 0.20%       | 2      | 2           | 0.37%   |
| Jharkhand Mukti Morcha                                 | UPA                | JMM                | 21   | -21         | 3.87%  | 1,637,990   | 0.30%   | 0.10%       | 2      | Sin cambios | 0.37%   |
| Liga Musulmana de la Unión India                       | UPA                | IUML               | 25   | 8           | 4.60%  | 1,100,096   | 0.20%   | 0.01%       | 2      | Sin cambios | 0.37%   |
| Apna Dal                                               | NDA                | AD                 | 7    | -36         | 1.29%  | 821,820     | 0.15%   | 0.03%       | 2      | 2           | 0.37%   |
| Partido Comunista de la India                          | LF, LDF            | CPI                | 67   | 11          | 12.34% | 4,327,298   | 0.78%   | 0.65%       | 1      | 3           | 0.18%   |
| Pattali Makkal Katchi                                  | NDA                | PMK                | 9    | 2           | 1.66%  | 1,827,566   | 0.33%   | 0.14%       | 1      | 1           | 0.18%   |
| Revolutionary Socialist Party                          | LF, UPA            | RSP                | 6    | -11         | 1.10%  | 1,666,380   | 0.30%   | 0.08%       | 1      | 1           | 0.18%   |
| Swabhimani Paksha                                      | NDA                | SWP                | 2    | 1           | 0.37%  | 1,105,073   | 0.20%   | 0.08%       | 1      | Sin cambios | 0.18%   |
| Naga People's Front                                    | NDA                | NPF                | 2    | 1           | 0.37%  | 994,505     | 0.18%   | 0.02%       | 1      | Sin cambios | 0.18%   |
| All India Majlis-E-Ittehadul Muslimeen                 |                    | AIMIM              | 5    | 4           | 0.92%  | 685,729     | 0.12%   | 0.05%       | 1      | Sin cambios | 0.18%   |
| National People's Party                                | NDA                | NPP                | 7    | 7           | 1.29%  | 576,444     | 0.10%   | Nuevo       | 1      | Nuevo       | 0.18%   |
| Kerala Congress                                        | UPA                | KEC(M)             | 1    | Sin cambios | 0.18%  | 424,194     | 0.08%   | 0.02%       | 1      | Sin cambios | 0.18%   |
| All India N.R. Congress                                | NDA                | AINRC              | 1    | Nuevo       | 0.18%  | 255,826     | 0.05%   | Nuevo       | 1      | Nuevo       | 0.18%   |
| Sikkim Democratic Front                                |                    | SDF                | 1    | Sin cambios | 0.18%  | 163,698     | 0.03%   | 0.01%       | 1      | Sin cambios | 0.18%   |
| Partido de la Sociedad Mayoritaria                     |                    | BSP                | 503  | 3           | 92.63% | 22,946,182  | 4.14%   | 2.03%       | 0      | 21          | 0.00%   |
| Dravida Munnetra Kazhagam                              | DPA                | DMK                | 35   | 13          | 6.45%  | 9,636,430   | 1.74%   | 0.09%       | 0      | 18          | 0.00%   |
| Desiya Murpokku Dravida Kazhagam                       | NDA                | DMDK               | 14   | -26         | 2.58%  | 2,079,392   | 0.38%   | 0.37%       | 0      | Sin cambios | 0.00%   |
| Jharkhand Vikas Morcha (Prajatantrik)                  |                    | JVM(P)             | 16   | Sin cambios | 2.95%  | 1,579,772   | 0.29%   | 0.06%       | 0      | 1           | 0.00%   |
| Marumalarchi Dravida Munnetra Kazhagam                 | NDA                | MDMK               | 7    | 3           | 1.29%  | 1,417,535   | 0.26%   | 0.01%       | 0      | 1           | 0.00%   |
| Bloque de Avance de la India                           | LF                 | AIFB               | 39   | 17          | 7.18%  | 1,211,418   | 0.22%   | 0.16%       | 0      | 2           | 0.00%   |
| Communist Party of India (Marxist–Leninist) Liberation |                    | CPI(ML)L           | 82   | 2           | 15.10% | 1,007,274   | 0.18%   | 0.07%       | 0      | Sin cambios | 0.00%   |
| Bahujan Mukti Party                                    |                    | BMP                | 232  | Nuevo       | 42.73% | 785,358     | 0.14%   | Nuevo       | 0      | Nuevo       | 0.00%   |
| Maharashtra Navnirman Sena                             |                    | MNS                | 10   | -1          | 1.84%  | 708,118     | 0.13%   | 0.23%       | 0      | Sin cambios | 0.00%   |
| Haryana Janhit Congress (BL)                           | NDA                | HJCBL              | 2    | -8          | 0.37%  | 703,698     | 0.13%   | 0.07%       | 0      | 1           | 0.00%   |
| Rashtriya Lok Dal                                      | UPA                | RLD                | 10   | 1           | 1.84%  | 696,919     | 0.13%   | 0.31%       | 0      | 5           | 0.00%   |
| Viduthalai Chiruthaigal Katchi                         | DPA                | VCK                | 2    | -1          | 0.37%  | 606,110     | 0.11%   | 0.07%       | 0      | 1           | 0.00%   |
| Asom Gana Parishad                                     |                    | AGP                | 12   | 6           | 2.21%  | 577,730     | 0.10%   | 0.33%       | 0      | 1           | 0.00%   |
| Socialist Unity Centre of India (Communist)            |                    | SUCI(C)            | 80   | ?           | 14.73% | 520,959     | 0.09%   | Nuevo       | 0      | Nuevo       | 0.00%   |
| Peace Party of India                                   |                    | PPI                | 51   | 31          | 9.39%  | 518,726     | 0.09%   | 0.04%       | 0      | Sin cambios | 0.00%   |
| Peasants and Workers Party of India                    |                    | PWPI               | 3    | 3           | 0.55%  | 497,721     | 0.09%   | Nuevo       | 0      | Nuevo       | 0.00%   |
| All Jharkhand Students Union                           |                    | AJSU               | 10   | 4           | 1.84%  | 488,719     | 0.09%   | 0.05%       | 0      | Sin cambios | 0.00%   |
| Rashtriya Samaj Paksha                                 | NDA                | RSPS               | 5    | -27         | 0.92%  | 458,580     | 0.08%   | 0.03%       | 0      | Sin cambios | 0.00%   |
| Jammu & Kashmir National Conference                    | UPA                | JKNC               | 3    | Sin cambios | 0.55%  | 396,713     | 0.07%   | 0.05%       | 0      | Sin cambios | 0.00%   |
| Social Democratic Party of India                       |                    | SDPI               | 29   | Nuevo       | 5.34%  | 396,522     | 0.07%   | Nuevo       | 0      | Nuevo       | 0.00%   |
| Bharipa Bahujan Mahasangh                              |                    | BBM                | 23   | -16         | 4.24%  | 360,854     | 0.07%   | 0.05%       | 0      | Sin cambios | 0.00%   |
| Quami Ekta Dal                                         | EM                 | QED                | 9    | Nuevo       | 1.66%  | 354,578     | 0.06%   | Nuevo       | 0      | Nuevo       | 0.00%   |
| Bodoland People's Front                                | UPA                | BPF                | 2    | Sin cambios | 0.37%  | 330,106     | 0.06%   | 0.10%       | 0      | 1           | 0.00%   |
| Socialist Janata (Democratic)                          | UPA                | SJD                | 1    | Nuevo       | 0.18%  | 307,597     | 0.06%   | Nuevo       | 0      | Nuevo       | 0.00%   |
| Gondwana Ganatantra Party                              |                    | GGP                | 27   | -1          | 4.97%  | 301,366     | 0.05%   | Sin cambios | 0      | Sin cambios | 0.00%   |
| Bahujan Vikas Aaghadi                                  |                    | BVA                | 1    | Sin cambios | 0.18%  | 293,681     | 0.05%   | Sin cambios | 0      | 1           | 0.00%   |
| Puthiya Tamilagam                                      | DPA                | PT                 | 1    | -2          | 0.18%  | 262,812     | 0.05%   | 0.02%       | 0      | Sin cambios | 0.00%   |
| Manithaneya Makkal Katchi                              | DPA                | MAMAK              | 1    | -3          | 0.18%  | 236,679     | 0.04%   | 2.00%       | 0      | Sin cambios | 0.00%   |
| Welfare Party of India                                 |                    | WPI                | 25   | Nuevo       | 4.60%  | 228,642     | 0.04%   | Nuevo       | 0      | Nuevo       | 0.00%   |
| Jai Bharat Samanta Party                               |                    | JBSP               | 1    | -2          | 0.18%  | 215,607     | 0.04%   | 0.04%       | 0      | Sin cambios | 0.00%   |
| Jai Samaikyandhra Party                                |                    | JaSPa              | 27   | Nuevo       | 4.97%  | 204,235     | 0.04%   | Nuevo       | 0      | Nuevo       | 0.00%   |
| Jharkhand Party                                        |                    | JKP                | 4    | -3          | 0.74%  | 203,869     | 0.04%   | 0.01%       | 0      | Sin cambios | 0.00%   |
| Republican Party of India (A)                          | NDA                | RPI(A)             | 44   | -10         | 8.10%  | 199,848     | 0.04%   | 0.05%       | 0      | Sin cambios | 0.00%   |
| Pyramid Party of India                                 |                    | PPOI               | 38   | -13         | 7.00%  | 185,449     | 0.03%   | 0.04%       | 0      | Sin cambios | 0.00%   |
| Ambedkarite Party of India                             |                    | API                | 34   | Nuevo       | 6.26%  | 185,095     | 0.03%   | Nuevo       | 0      | Nuevo       | 0.00%   |
| Lok Satta Party                                        |                    | LSP                | 7    | -25         | 1.29%  | 169,648     | 0.03%   | 0.10%       | 0      | Sin cambios | 0.00%   |
| Aama Odisha Party                                      |                    | AOP                | 9    | Nuevo       | 1.66%  | 155,900     | 0.03%   | Nuevo       | 0      | Nuevo       | 0.00%   |
| National Unionist Zamindara Party                      |                    | NUZP               | 3    | Nuevo       | 0.55%  | 124,990     | 0.02%   | Nuevo       | 0      | Nuevo       | 0.00%   |
| Sikkim Krantikari Morcha                               |                    | SKM                | 1    | Nuevo       | 0.18%  | 121,956     | 0.02%   | Nuevo       | 0      | Nuevo       | 0.00%   |
| Suheldev Bhartiya Samaj Party                          | EM                 | SBSP               | 13   | -7          | 2.39%  | 118,947     | 0.02%   | 0.06%       | 0      | Sin cambios | 0.00%   |
| Communist Party of India (Marxist-Leninist) Red Star   |                    | CPI(ML)RS          | 47   | Nuevo       | 8.66%  | 114,323     | 0.02%   | Nuevo       | 0      | Nuevo       | 0.00%   |
| Marxist Co-ordination Committee                        |                    | MCO                | 1    | -1          | 0.18%  | 110,185     | 0.02%   | Sin cambios | 0      | Sin cambios | 0.00%   |
| Jharkhand Disom Party                                  |                    | JDP                | 19   | 10          | 3.50%  | 109,843     | 0.02%   | Sin cambios | 0      | Sin cambios | 0.00%   |
| United Democratic Party                                |                    | UDP                | 1    | Sin cambios | 0.18%  | 106,817     | 0.02%   | 0.01%       | 0      | Sin cambios | 0.00%   |
| Independientes                                         |                    | IND                | 3235 | 596         |        | 16,743,719  | 3,02%   | -2,17%      | 3      | -6          | 0,55%   |
| Otros                                                  |                    |                    | 1182 |             |        | 4,023,271   | 0,73%   | -4,14%      | 0      | Sin cambios | 0,00%   |
| Ninguno de los anteriores                              |                    |                    |      |             |        | 6,000,197   | 1,08%   | Nuevo       | 0      | Nuevo       | 0,00%   |
| Votos válidos                                          | Votos válidos      | Votos válidos      |      |             |        | 553,801,801 | 100,00% | Sin cambios | 543    | Sin cambios | 100,00% |
| Votos inválidos                                        |                    |                    |      |             |        |             |         |             |        |             |         |
| Total                                                  |                    |                    |      |             |        |             |         |             |        |             |         |
| Votantes inscritos                                     | Votantes inscritos | Votantes inscritos |      |             |        | 834,101,479 | 66,40%  | 66,40%      | 66,40% | 66,40%      | 66,40%  |
| Fuentes: Election Commission of India                  |                    |                    |      |             |        |             |         |             |        |             |         |